# Atypophthalmus patritus
Atypophthalmus patritus är en tvåvingeart som först beskrevs av Alexander 1956.  Atypophthalmus patritus ingår i släktet Atypophthalmus och familjen småharkrankar. Inga underarter finns listade i Catalogue of Life.